# گال (خواننده)
گال (انگلیسی: Gaahl؛ زادهٔ ۷ اوت ۱۹۷۵) موسیقی‌دان اهل نروژ است. وی از سال ۱۹۹۳ میلادی تاکنون مشغول فعالیت بوده‌است.